# Musotima callidryas
Musotima callidryas là một loài bướm đêm trong họ Crambidae.